# 硫酸三(乙二胺)合钴(II)
硫酸三(乙二胺)合钴(II)是一种配位化合物，化学式为[Co(H2NCH2CH2NH2)3]SO4，或简写为[Co(en)3]SO4，它是橙红色固体。[Co(en)3]SO4可以在水溶液中得到，其阳离子[Co(en)3]2+具有八面体构型。

## 制备
硫酸三(乙二胺)合钴(II)可由硫酸钴和乙二胺按化学计量比1:3反应，生成的橙红色溶液在45°C蒸去溶剂得到：
CoSO4 + 3 en → [Co(en)3]SO4
硝酸钴、氨基磺酸和乙二胺在乙二醇中于453 K（180 °C）中进行溶剂热反应，可以得到橙色的[Co(en)3]SO4块状晶体。